# Trochosa adjacens
Trochosa adjacens là một loài nhện trong họ Lycosidae.
Loài này thuộc chi Trochosa. Trochosa adjacens được Octavius Pickard-Cambridge miêu tả năm 1885.